# Distrikt San Antonio de Chuca
Der Distrikt San Antonio de Chuca liegt in der Provinz Caylloma in der Region Arequipa in Südwest-Peru. Der Distrikt wurde am 14. November 1944 gegründet. Er hat eine Fläche von 1540 km². Beim Zensus 2017 wurden 886 Einwohner gezählt. Im Jahr 1993 lag die Einwohnerzahl bei 1029, im Jahr 2007 bei 1415. Die Distriktverwaltung befindet sich in der 4525 m hoch gelegenen Ortschaft Imata mit 422 Einwohnern (Stand 2017). Imata liegt knapp 60 km ostsüdöstlich der Provinzhauptstadt Chivay.

## Geographische Lage
Der Distrikt San Antonio de Chuca liegt in der Cordillera Volcánica im äußersten Osten der Provinz Caylloma. Die Landschaft besteht überwiegend aus Wüste.
Der Distrikt San Antonio de Chuca grenzt im Süden an den Distrikt San Juan de Tarucani, im Südwesten an den Distrikt Yura (beide in der Provinz Arequipa), im Westen an den Distrikt Yanque, im Norden an den Distrikt Callalli sowie im Osten an die Distrikte Santa Lucía (Provinz Lampa) und Distrikt Cabanillas (Provinz San Román).

## Ortschaften und Siedlungen
Im Distrikt gibt es neben dem Hauptort Imata noch folgende Ortschaften und Siedlungen (anexos):
- Alto Paracayco
- Colca Huallata
- Pillone
- Pillones
- Vincocaya
- Vizcachani
- San Antonio de Chuca